# 1277

سنة 1277 كانت سنة بسيطة تبدأ يوم الجمعة (سوف يظهر الرابط التقويم الكامل للعام) حسب التقويم اليولياني.

## أحداث
- 15 أبريل - معركة البستان: جيش المماليك (حوالي 14000 رجل) بقيادة السلطان بيبرس يسير من سوريا إلى سلطنة سلاجقة الروم التي يهيمن عليها المغول ويهاجم قوة الاحتلال المغولية في البستان. بيبرس، مع ما لا يقل عن 10000 فارس، يهزم ويطغى على القوات المغولية. بعد المعركة، سار دون معارضة إلى قيصرية في قلب الأناضول في انتصار ودخل المدينة في 23 أبريل.[1]

## مواليد
- صفي الدين الحلي

## وفيات
- 2 مايو- ركن الدين بيبرس
- الإمام النووي